# Park Narodowy Jeziora Kraterowego

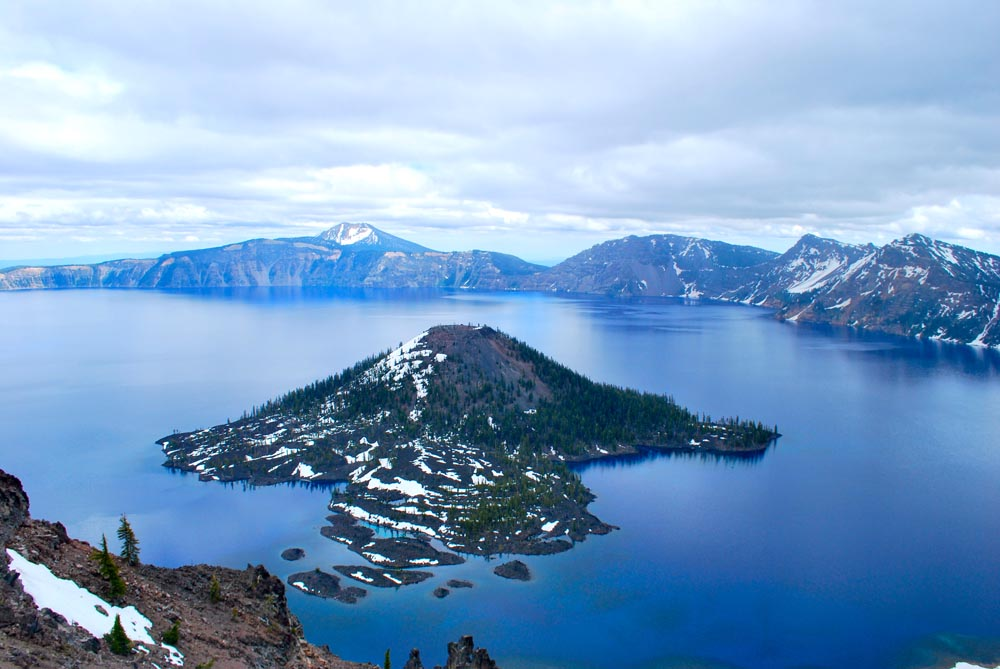
Jezioro kratorowe z wyspą Wizard Island

Park Narodowy Jeziora Kraterowego (ang. Crater Lake National Park) – park narodowy położony w południowej części stanu Oregon w Stanach Zjednoczonych. Założony w 1902 na powierzchni 741,48 km². Na jego terenie znajduje się Jezioro Kraterowe o głębokości 597 m. Jest to najgłębsze jezioro w USA, a dziewiąte co do głębokości na świecie.

## Turystyka
Na terenie Parku Narodowego znajduje się wiele szlaków turystycznych oraz kilka kempingów. Spośród dyscyplin, które można uprawiać w parku można wymienić: wędkarstwo, pływanie oraz nurkowanie.